# 레이 도노반
《레이 도노반》(Ray Donovan)은 2013년부터 2020년까지 방영된 텔레비전 드라마이다.

## 출연진

### 주연
- 리에브 슈라이버 - 레이 도노반 역
- 폴라 맬컴슨 - 애비 도노반 역
- 에디 마산 - 테리 도노반 역
- 대시 미호크 - 번치 도노반 역
- 푸치 홀 - 대릴 도노반 역
- 스티븐 바워 - 아비 루딘 역
- 캐서린 메니그 - 리나 버넘 역
- 케리스 도시 - 브리짓 도노반 역
- 데번 배그비 - 코너 도노반 역
- 존 보이트 - 미키 도노반 역
- 수전 서랜던 - 샘 윈즐로 역
- 그레이엄 로저스 - 제이컵 "스미티" 스미스 역

### 조연
- 엘리엇 굴드 - 에즈라 골드먼 역 (시즌 1~3)
- 피터 제이컵슨 - 리 드렉슬러 역 (시즌 1~4)
- 데니즈 크로즈비 - 데브 골드먼 역 (시즌 1~5)
- 윌리엄 스탠퍼드 데이비스 - 감자파이 역 (시즌 1~5)
- 앰버 칠더스 - 애슐리 러커 역 (시즌 1~4)
- 조시 페이스 - 스튜 펠드먼 역 (시즌 1~2, 4, 6~7)
- 셰릴 리 랠프 - 클로뎃 역 (시즌 1~2, 7)
- 폴 마이클 글레이저 - 앨런 역 (시즌 1~2, 7)
- 오스틴 니컬스 - 토미 휠러 역 (시즌 1~4, 7)
- 브룩 스미스 - 프랜시스 심슨 역 (시즌 1~3)
- 마이클 맥그레이디 - 프랭크 반스 역 (시즌 1~5)
- 크레이그 리치 셰이낵 - 케네스 "타이니" 벤슨 역 (시즌 1~2)
- 옥테이비어스 J. 존 - 마빈 게이브 워싱턴 역 (시즌 1~2)
- 프랭크 훼일리 - 밴 밀러 요원 역 (시즌 1)
- 조너선 셱 - 숀 워커 역 역 (시즌 1)
- 제임스 우즈 - 패트릭 "설리" 설리번 역 (시즌 1)
- 로재나 아켓 - 린다 역 (시즌 1~2)
- 콰메 패터슨 - 리콘 역 (시즌 1~2)
- 모 맥레이 - 디온티 프레이저 역 (시즌 1~2)
- 제이 토머스 - 마티 그로스먼 역 (시즌 1~3, 5)
- 행크 아자리아 - 에드 코크런 역 (시즌 2~4)
- 셰릴린 펜 - 도나 코크런 역 (시즌 2)
- 앤마그렛 - 준 윌슨 역 (시즌 2)
- 킵 파듀 - 토머스 볼첵 요원 역 (시즌 2)
- 앤드리아 보가트 - 메건 볼첵 역 (시즌 2)
- 웬들 피어스 - 로널드 키스 역 (시즌 2~3)
- 크리스핀 앨러팩 - 파블로 라미레스 역 (시즌 2)
- 비네사 쇼 - 케이트 맥퍼슨 역 (시즌 2)
- 제릴 프레스콧 - 체리 역 (시즌 2)
- 오마 도시 - 쿠키 브라운 역 (시즌 2)
- 제이미 도널리 - 페기 쇼너시 역 (시즌 2)
- 에이온 베일리 - 스티브 나이트 역 (시즌 2)
- 브라이언 게러티 - 짐 핼러런 형사 역 (시즌 2)
- 스테프 듀발 - 쇼티 역 (시즌 2)
- 헤더 매쿰 - 패티 역 (시즌 2)
- 제인 타이니 - 해리엇 그린버그 역 (시즌 2~5)
- 이언 맥셰인 - 앤드루 피니 역 (시즌 3)
- 케이티 홈스 - 페이지 피니 역 (시즌 3)
- 가이 버넷 - 케이시 피니 역 (시즌 3)
- 제이슨 버틀러 하너 - 배릭 스트라우스 역 (시즌 3)
- 릴런드 오서 - 로메로 신부 역 (시즌 3~4)
- 마이클 하이엇 - 실라 먼시 형사 역 (시즌 3~4)
- 크리스티 윌리엄스 - 미셸 역 (시즌 3)
- 닉 켄트 - 다브로스 미내시언 역 (시즌 3)
- 켄 데이비션 - 바탄 미내시언 역 (시즌 3)
- 그레이스 자브리스키 - 미내시언 부인 역 (시즌 3)
- 슈리 크룩스 - 오드리 역 (시즌 3)
- 에런 스탠턴 - 그레그 도널런 역 (시즌 3~4)
- 얼리사 디아스 - 테레사 역 (시즌 3~6)
- 룰루 브루드 - 로런 역 (시즌 3, 6)
- 페어루자 발크 - 진저 역 (시즌 3)
- 브론슨 핀촛 - 플립 브라이트먼 역 (시즌 3)
- 엠베스 데이비츠 - 소니아 코비츠키 역 (시즌 4)
- 리처드 브레이크 - 블라드 역 (시즌 4)
- 스테이시 키치 - 텍사스인 역 (시즌 4)
- 파샤 D. 라치니코프 - 이반 벨리코프 역 (시즌 4)
- 이스마엘 크루스 코르도바 - 엑토르 캄포스 역 (시즌 4)
- 리사 보넷 - 마리솔 캄포스 역 (시즌 4)
- 도미니크 콜럼버스 - 데이먼 브래들리 역 (시즌 4~5)
- 톰 라이트 - 펀치 호프먼 역 (시즌 4~5)
- 데릭 웹스터 - 잭슨 홀트 역 (시즌 4~5)
- 타라 벅 - 모린 도허티 도노반 역 (시즌 4~5)
- 레이먼드 J. 배리 - 드미트리 소콜로프 역 (시즌 4)
- 테드 러빈 - 리틀 빌 프림 역 (시즌 4)
- 게이브리얼 맨 - 제이컵 월러 역 (시즌 4)
- 폴라 제이 파커 - 실비 스타 역 (시즌 4)
- C. 토머스 하월 - 브로건 의사 역 (시즌 5~6)
- 라이스 코이로 - 롭 허드 역 (시즌 5)
- 릴리 시먼스 - 내털리 제임스 역 (시즌 5)
- 미셸 길 - 더그 랜드리 역 (시즌 5)
- 브라이언 J. 화이트 - 제이 화이트 역 (시즌 5~6)
- 킴 레이버 - 버그스틴 의사 역 (시즌 5)
- 제임스 키치 - 톰 역 (시즌 5)
- 조던 머홈 - 데이먼의 아버지 역 (시즌 5)
- 어디나 포터 - 비키 델개티 역 (시즌 5)
- 라이언 도시 - 듀케인 "다임백" 베이커 역 (시즌 5)
- 키어 오도널 - 조지 윈즐로 역 (시즌 5~6)
- 제이크 부시 - 애시드맨 / 데이브 역 (시즌 5)
- 빌리 밀러 - 토드 도허티 역 (시즌 5)
- 라이언 레이디스 - 베켓 역 (시즌 5)
- 도메닉 롬바르도지 - 숀 "맥" 맥그래스 역 (시즌 6)
- 케이트 애링턴 - 앰버 맥그래스 역 (시즌 6~7)
- 토니 커런 - 마이키 "래드 래덜로비치 역 (시즌 6)
- 롤라 글라우디니 - 어니타 노백 역 (시즌 6)
- 제라드 코데로 - 빅 앨 역 (시즌 6)
- 샌디 마틴 - 샌디 도노반 역 (시즌 6~7)
- 알렉산드라 터션 - 저스틴 스미스 역 (시즌 6)
- 잭 그레니에이 - 에드 페라티 시장 역 (시즌 6~7)
- 앨런 알다 - 아서 애미엇 박사 역 (시즌 6~7)
- 퀸시 타일러 번스틴 - 페리 형사 역 (시즌 7)
- 루이자 크로즈 - 리버티 라슨 역 (시즌 7)
- 마이클 에스퍼 - 애덤 레인 역 (시즌 7)
- 조시 해밀턴 - 케빈 설리번 역 (시즌 7)
- 케리 콘던 - 몰리 설리번 역 (시즌 7)
- 클레이 홀랜드 - 조너선 워커 핸슨 역 (시즌 7)
- 케런 듀크스 - 재스민 역 (시즌 7)
- 피터 게러티 - 제임스 설리번 역 (시즌 7)
- 케빈 코리건 - 데클런 설리번 역 (시즌 7)